# RJX

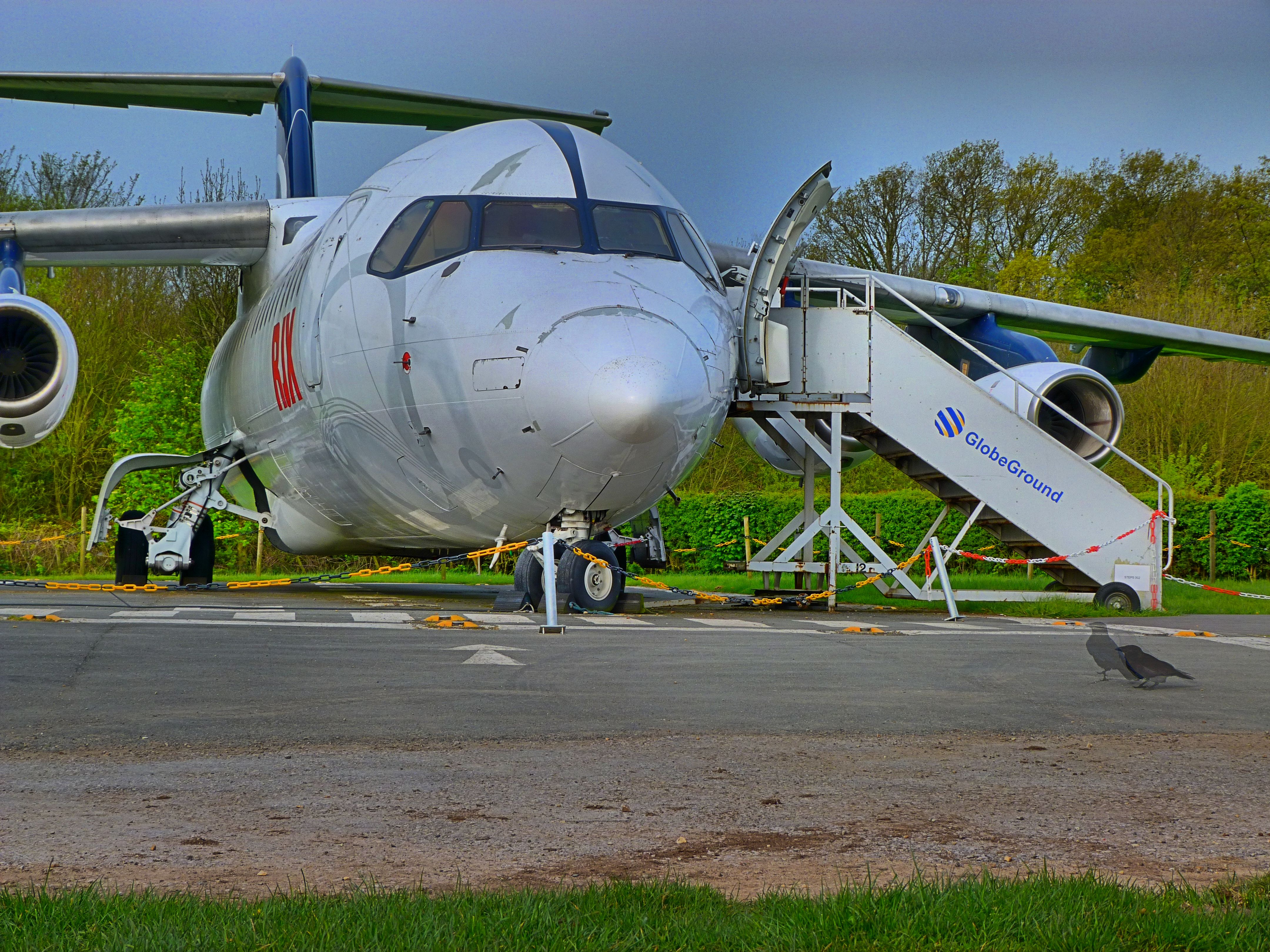
Avro RJX

Les RJX sont des modèles d'avion successeurs des RJ-70/RJ-85/RJ-100, produits à trois exemplaires par British Aerospace en 2002.